# Schulgesetz für Baden-Württemberg
Das Schulgesetz für Baden-Württemberg (SchG) regelt die rechtlichen Grundlagen des Schulwesens in Baden-Württemberg.

## Gesetzesstruktur
Das Schulgesetz für Baden-Württemberg gliedert sich wie folgt:
- 1. Teil: Das Schulwesen (§ 1 - § 22)
  - A: Auftrag der Schule (§ 1)
  - B: Geltungsbereich (§ 2)
  - C: Gliederung des Schulwesens (§ 3 - § 15)
  - D: Schulverbund (§ 16 - § 18)
  - E: Ergänzung und Weiterentwicklung des Schulwesens (§ 19 - § 22)
- 2. Teil  Die Schule (§ 23 - § 26)
- 3. Teil: Errichtung und Unterhaltung von Schulen (§ 27 - § 31)
- 4. Teil: Schulaufsicht (§ 32 - § 37)
- 5. Teil: Lehrkräfte, Schulleitung; Lehrerkonferenzen, Schulkonferenz; örtliche Schulverwaltung (§ 38 - § 54)
  - A: Lehrkräfte, Schulleitung (§ 38 - § 43)
  - B: Lehrerkonferenz, Schulkonferenz (§ 44 - § 47)
  - C: Örtliche Schulverwaltung (§ 48 - § 54)
- 6. Teil: Mitwirkung der Eltern und der für die Berufserziehung der Schüler Mitverantwortlichen an der Gestaltung des Lebens und der Arbeit der Schule; Schülermitverantwortung; Landesschulbeirat (§ 55 - § 71)
  - A: Klassenpflegschaft, Elternbeiräte (§ 55 - § 61)
  - B: Schülermitverantwortung (§ 62 - § 70)
  - Landesschulbeirat (§ 71)

- 7. Teil: Schüler (§ 72 - § 92)
  - A: Schulpflicht (§ 72)
  - B: Pflicht zum Besuch der Grundschule und einer auf ihr aufbauenden Schule (§ 73 - § 76)
  - C: Pflicht zum Besuch der Berufsschule (§ 77 - § 81)
  - D: Besondere Regelungen für Schüler mit Anspruch auf ein sonderpädagogisches Bildungsangebot (§§ 82-84a)
  - E: Sonstige Vorschriften (§ 85 - § 92)

- 8. Teil: Schulgeld- und Lernmittelfreiheit, Erziehungsbeihilfen (§ 93 - § 95)
- 9. Teil: Religionsunterricht (§ 96 - § 100)
- 10. Teil: Ethikunterricht, Geschlechtserziehung (§ 100 a - § 100 b)
- 11. Teil: Staatliche sonderpädagogische Bildungs- und Beratungszentren mit Internat und sonderpädagogische Bildungs- und Beratungszentren mit Internat in freier Trägerschaft (§ 101 - § 106)
- 12. Teil: Schlußvorschriften (§ 107 - § 118)

## Wesentliche Gesetzesinhalte

### Erziehungs- und Bildungsauftrag der Schule

#### Wertegrundlagen für die Erziehung
In § 1 des Schulgesetzes wird festgelegt, dass die Erziehung auf Grundlage christlich-abendländischer Werte erfolgen soll. Des Weiteren soll zur Anerkennung der freiheitlich demokratischen Grundordnung erzogen werden.

„(2) Die Schule hat den in der Landesverfassung verankerten Erziehungs- und Bildungsauftrag zu verwirklichen. Über die Vermittlung von Wissen, Fähigkeiten und Fertigkeiten hinaus ist die Schule insbesondere gehalten, die Schüler
in Verantwortung vor Gott, im Geiste christlicher Nächstenliebe, zur Menschlichkeit und Friedensliebe, in der Liebe zu Volk und Heimat, zur Achtung der Würde und der Überzeugung anderer, zu Leistungswillen und Eigenverantwortung sowie zu sozialer Bewährung zu erziehen und in der Entfaltung ihrer Persönlichkeit und Begabung zu fördern,
zur Anerkennung der Wert- und Ordnungsvorstellungen der freiheitlich-demokratischen Grundordnung zu erziehen, die im einzelnen eine Auseinandersetzung mit ihnen nicht ausschließt, wobei jedoch die freiheitlich-demokratische Grundordnung, wie in Grundgesetz und Landesverfassung verankert, nicht in Frage gestellt werden darf,
auf die Wahrnehmung ihrer verfassungsmäßigen staatsbürgerlichen Rechte und Pflichten vorzubereiten und die dazu notwendige Urteils- und Entscheidungsfähigkeit zu vermitteln,
auf die Mannigfaltigkeit der Lebensaufgaben und auf die Anforderungen der Berufs- und Arbeitswelt mit ihren unterschiedlichen Aufgaben und Entwicklungen vorzubereiten.“

#### Anspruch auf eine der Begabung entsprechende Erziehung
Die Bildungschancen eines jungen Menschen sollen unabhängig von den wirtschaftlichen Möglichkeiten seiner Eltern sein. Diese Forderung wird zum Beispiel durch die Lernmittelfreiheit (§ 94) und die Schulgeldfreiheit (§ 93) erfüllt.

„(1) Der Auftrag der Schule bestimmt sich aus der durch das Grundgesetz der Bundesrepublik Deutschland und die Verfassung des Landes Baden-Württemberg gesetzten Ordnung, insbesondere daraus, daß jeder junge Mensch ohne Rücksicht auf Herkunft oder wirtschaftliche Lage das Recht auf eine seiner Begabung entsprechende Erziehung und Ausbildung hat und daß er zur Wahrnehmung von Verantwortung, Rechten und Pflichten in Staat und Gesellschaft sowie in der ihn umgebenden Gemeinschaft vorbereitet werden muß.“

Die Entscheidung, welche Schulart ein Schüler nach der Grundschule besuchen kann, wurde bis zum Jahr 2012 im Rahmen der Grundschulempfehlung von der Schule getroffen. Seit 2012 liegt die Entscheidung über die künftige Schullaufbahn des Kindes in der Verantwortung der Eltern. Es wird nur noch eine nicht verbindliche Grundschulempfehlung erstellt, ein Beratungsverfahren ist auf Wunsch der Eltern möglich

„(1) Über alle weiteren Bildungswege nach der Grundschule entscheiden die Erziehungsberechtigten. Volljährige Schüler entscheiden selbst.“

#### Zusammenarbeit zwischen Schule und Elternhaus
Eltern und Schule sollen zur Erfüllung ihres gemeinsamen Erziehungs- und Bildungsauftrages zusammenarbeiten. Dies geschieht zum Beispiel durch Klassenpflegschaft, Elternvertretungen und die Schulkonferenz. Die Einzelheiten dazu werden in § 55 - § 61 geregelt.

„Die Eltern haben das Recht und die Pflicht, an der schulischen Erziehung mitzuwirken. Die gemeinsame Verantwortung der Eltern und der Schule für die Erziehung und Bildung der Jugend fordert die vertrauensvolle Zusammenarbeit beider Erziehungsträger. Schule und Elternhaus unterstützen sich bei der Erziehung und Bildung der Jugend und pflegen ihre Erziehungsgemeinschaft.“

### Unterrichtsfächer und Gegenstände
- Religions- und Ethikunterricht: Für Schüler, die keinen Religionsunterricht besuchen, ist das Fach Ethik verpflichtend (§100 a).[5]
- Familien- und Geschlechtserziehung: Familien- und Geschlechtserziehung gehört zum Erziehungs- und Bildungsauftrag der Schule und wird fächerübergreifend durchgeführt (§ 100b).[6]

### Verwaltungsakte
Nach § 23 Abs. 3 darf eine Schule auf dem Gebiet der inneren Schulangelegenheiten Verwaltungsakte erlassen und gilt somit als Sonderbehörde. Verwaltungsakte greifen schwerwiegend in die Grundrechte eines Schülers ein, wie z. B. die Aufnahme oder Ablehnung eines Schülers in eine Schule, Erziehungs- und Ordnungsmaßnahmen, Entscheidung über Nichtversetzung, Entlassung eines Schülers oder Noten im Abgangszeugnis. Gegen einen Verwaltungsakt kann seitens der Eltern bzw. Schüler ein Widerspruch eingelegt werden, der zu einem Widerspruchsverfahren führt.